# Sarazen World Open
The Sarazen World Open was een toernooi voor golfprofessionals. Het werd gespeeld van 1994 tot 1999.
Het spelersveld bestond uit spelers die in de afgelopen twee jaren het NK Open in hun land gewonnen hadden. Toch heeft Maarten Lafeber in 1999 op de PGA Golf de Catalunya mogen meespelen.
De eerste vijf edities zijn als onderdeel van de Amerikaanse PGA Tour gespeeld op Chateau Elan (Legends course) in Braselton, Georgia, de laatste keer in Barcelona; het evenement stond toen op de kalender van de Europese PGA Tour.

## Winnaars
| Jaar | Winnaar           | Score | Score | Prijzenpot ($) | 1ste Prijs ($) |
| ---- | ----------------- | ----- | ----- | -------------- | -------------- |
| 1994 | Ernie Els         | 273   | -15   | 1,900,000      | 350,000        |
| 1995 | Frank Nobilo      | 216   | -8    | 1,900,000      | 350,000        |
| 1996 | Frank Nobilo      | 272   | -16   | 1,900,000      | 342,000        |
| 1997 | Mark Calcavecchia | 271   | -17   | 2,000,000      | 360,000        |
| 1998 | Dudley Hart       | 272   | -16   | 2,000,000      | 360,000        |
| 1999 | Thomas Björn      | 273   | -15   | 600,000        | 100,000        |

De wedstrijd is vernoemd naar Gene Sarazen (1902-1999), een van de vijf golfers naast Ben Hogan, Jack Nicklaus, Gary Player en Tiger Woods, die alle Majors gewonnen heeft: het US Open in 1922 en 1932, het PGA Championship in 1922, 1923 en 1933, British Open in 1932, and The Masters in 1935. Na zijn overlijden werd het toernooi gestopt.
Abama Open de Canarias ·
AGF Open ·
Allianz Open de Lyon ·
Andalucia Masters ·
ANZ Kampioenschap ·
Argentijns Open ·
Atlantic Open ·
Australian Masters ·
Ballantine's Kampioenschap ·
Barcelona Open ·
Belgisch Open ·
Benson & Hedges International Open ·
BMW Asian Open ·
Brazil Rio de Janeiro 500 Years Open ·
Brazil São Paulo 500 Years Open ·
British Masters ·
Callers of Newcastle ·
Cannes Open ·
Car Care Plan International ·
Castelló Masters ·
Celtic International ·
Dimension Data Pro-Am ·
Double Diamond International ·
Duits Open ·
El Bosque Open ·
El Paraiso Open ·
Engels Open ·
Epson Grand Prix of Europe ·
Estoril Open ·
Extremadura Open ·
German Masters ·
Girona Open ·
Glasgow Open ·
Great North Open ·
Greater Manchester Open ·
Greg Norman Holden International ·
GSI L'Equipe Open ·
Heineken Classic ·
Honda Open ·
Indian Masters ·
Indonesian Open ·
Iskandar Johor Open ·
Jersey Open ·
John Player Classic ·
John Player Trophy ·
Johnnie Walker Classic ·
Kerrygold International Classic ·
Kronenbourg Open ·
Lawrence Batley International ·
Madrid Masters ·
Madrid Open ·
Mallorca Open ·
Marokkaans Open ·
Martini International ·
Match Play Championship ·
Merseyside International Open ·
Monte Carlo Open ·
Murphy's Cup ·
Nelson Mandela Championship ·
New Zealand Open ·
Newcastle Brown "900" Open ·
NH Collection Open ·
Nordic Open ·
North West of Ireland Open ·
Oki Pro-Am ·
Open Catalonia ·
Open de Andalucía ·
Open de Baleares ·
Open de Sevilla ·
Open Mediterrania ·
Open Novotel Perrier ·
Penfold Tournament ·
Perth International Golf Championship ·
Piccadilly Medal ·
PLM Open ·
Portugees Open ·
Roma Masters ·
Saint-Omer Open ·
Sanyo Open ·
Sarazen World Open ·
Scandinavian Enterprise Open ·
Schots PGA Kampioenschap ·
Siciliaans Open ·
Singapore Masters ·
Skol Lager Individual ·
TCL Classic ·
Tenerife Open ·
The Championship at Laguna National ·
The Heritage ·
Timex Open ·
TPC of Europe ·
Trophée Lancôme ·
Tunesisch Open ·
Turespaña Masters ·
Uniroyal International Championship ·
Vodacom Players Championship ·
Volvo Golf Champions ·
Volvo Open ·
W.D. & H.O. Wills Tournament ·
Wang Four Stars ·
Welsh Golf Classic